# Перемитино
Перемитино — деревня в Парабельском районе Томской области России. Входит в состав Новосельцевского сельского поселения.

## География
Деревня находится в центральной части Томской области, на левом берегу реки Материчной, на расстоянии примерно 22 километров (по прямой) к востоку-юго-востоку (ESE) от села Парабель, административного центра района. Абсолютная высота — 73 метра над уровнем моря.
Климат
Климат характеризуется как континентальный, с тёплым коротким летом и морозной и продолжительной зимой. Средняя температура воздуха самого тёплого месяца (июля) составляет 20-22 °C. Абсолютный максимум температуры воздуха — 34-35 °C. Абсолютный минимум — −54 °C. Среднегодовое количество атмосферных осадков составляет 500 мм.
Часовой пояс
Деревня Перемитино, как и вся Томская область, находится в часовой зоне МСК+4. Смещение применяемого времени относительно UTC составляет +7:00.

## История
Основана в 1600 году.
По данным 1926 года в деревне имелось 43 хозяйства и проживало 184 человека (в основном — русские). Функционировала школа I ступени. В административном отношении входила в состав Нестеровского сельсовета Парабельского района Томского округа Сибирского края.

## Население
| 2002 | 2010 | 2012 | 2013 | 2014 | 2015 | 2021 |
| ---- | ---- | ---- | ---- | ---- | ---- | ---- |
| 22   | ↘9   | ↘7   | ↘6   | ↗7   | ↗8   | ↗40  |

Половой состав
По данным Всероссийской переписи населения 2010 года в гендерной структуре населения мужчины составляли 55,6 %, женщины — соответственно 44,4 %.
Национальный состав
Согласно результатам переписи 2002 года, в национальной структуре населения русские составляли 95 %.

## Транспорт
Связь с населённым пунктом осуществляется по дороге с грунтовым покрытием.

## Улицы
Уличная сеть деревни состоит из трёх улиц.